# Cyperus kilimandscharicus
Cyperus kilimandscharicus là loài thực vật có hoa trong họ Cói. Loài này được Kük. mô tả khoa học đầu tiên năm 1925.